# Stora Furutjärnen
Stora Furutjärnen är en sjö i Bollebygds kommun i Västergötland och ingår i Göta älvs huvudavrinningsområde. Sjön är 9,1 meter djup, har en yta på 0,038 kvadratkilometer och befinner sig 170 meter över havet.